# هاروکا فوناکوبو
هاروکا فوناکوبو (انگلیسی: Haruka Funakubo؛ زادهٔ ۱۰ اکتبر ۱۹۹۸) جودوکار زن اهل ژاپن است.